# هری پاتر و محفل ققنوس (موسیقی متن)
| بررسی انتقادی  | بررسی انتقادی |
| منبع           | رتبه‌بندی      |
| -------------- | ------------- |
| AllMusic       | 3.5/5 ستاره   |
| Filmtracks     | 3/5 ستاره     |
| Movie Music UK | 3.5/5 ستاره   |
| Movie Wave     | 2.5/5 ستاره   |
| Tracksounds    | 4/5 ستاره     |

هری پاتر و محفل ققنوس: موسیقی متن اصلی فیلم (انگلیسی: Harry Potter and the Order of the Phoenix) یک موسیقی متن برای فیلم ۲۰۰۷ با همین نام بر اساس کتابی اثر جی.کی. رولینگ است. نیکلاس هوپر آهنگسازی این موسیقی متن را بر عهده گرفت. این موسیقی متن در ۱۰ ژوئیه ۲۰۰۷، روز قبل از اکران فیلم منتشر شد.